# Simfonia núm. 2 (Mozart)
La Simfonia núm. 2 en si bemoll major, K. 17, atribuïda durant molt temps a Wolfgang Amadeus Mozart, actualment es considera que possiblement és una composició del seu pare Leopold. Per aquest motiu, en la sisena edició del catàleg Köchel, té la indicació Anhang C 11.02.; i també està catalogada com a "Eisen Si♭ 6" en el catàleg de Cliff Eisen de les simfonies de Leopold Mozart. Des que es creu que la Simfonia K. 17 no és de W.A. Mozart, la Neue Mozart-Ausgabe no inclou aquesta simfonia com a part de la seva edició.
L'obra consta de quatre moviments en la seqüència habitual ràpid-lent-minuet-ràpid:
1. Allegro moderato
2. (Andante)
3. Menuetto & Trio
4. Presto

La publicació d'aquesta simfonia a l'Alte Mozart-Ausgabe, la primera edició completa de la música de Mozart, mostra diversos diverses notes en les que es suggereix una composició inacabada. Per exemple, en el Menuetto I només es completen la part del primer violí, el violoncel i el contrabaix; el segon violí i la viola, completament, són addicions editorials.